# Khagrachhari Upazila
Khagrachhari Upazila är ett underdistrikt i Bangladesh.   Det ligger i provinsen Chittagong, i den sydöstra delen av landet, 180 km öster om huvudstaden Dhaka.
I omgivningarna runt Khagrachhari Upazila växer huvudsakligen savannskog. Runt Khagrachhari Upazila är det tätbefolkat, med 427 invånare per kvadratkilometer.